# Barra do Garças FC
Barra do Garças FC is een Braziliaanse voetbalclub uit Barra do Garças in de staat Mato Grosso. 

## Geschiedenis
De club werd opgericht op 5 mei 1978. In 1993 speelde de club in de Série C en kon promotie afdwingen naar de Série B, waar de club twee seizoenen speelde. Beide keren werd de club laatste in de eerste groepsfase. 